# Väsmantjärnen
Väsmantjärnen är en sjö i Vansbro kommun i Dalarna och ingår i Norrströms huvudavrinningsområde. Sjöns area är 0,044 kvadratkilometer och den befinner sig 257 meter över havet.